# 페르세우스자리 유성군

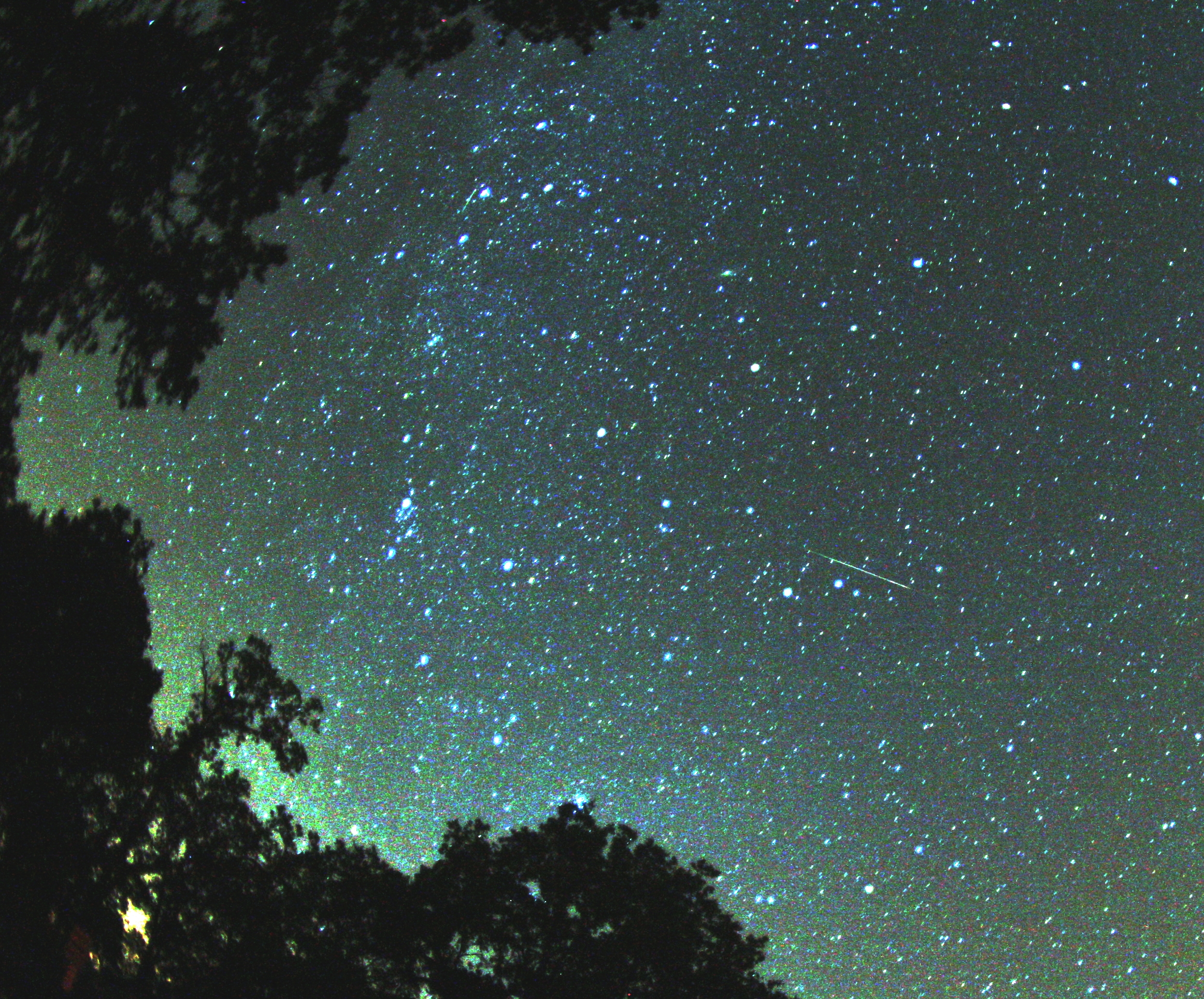
페르세우스 자리 유성우와 은하수

페르세우스자리 유성우( - 流星雨, Perseids)는 유성우 중에 시율(HR, 시간당 관측되는 유성의 개수)이 큰 편이며 스위프트-터틀 혜성(Comet Swift-Tuttle)과 관련 있다. 페르세우스자리 유성우의 복사점(유성들이 시작되는 것처럼 보이는 위치)을 따라 명명되었다. 유성우는 지구가 유성체의 흐름을 통과할 때 발생한다. 이 유성우의 흐름은 페르세우스 구름으로 불리며 스위프트-터틀 혜성의 궤도를 따라 뻗어있게 된다. 구름은 혜성이 태양 근처를 통과할 때 방출하는 입자로 구성된다. 대부분의 구름속의 먼지는 약 천 년 전에 생성되었으나 1862년의 접근에서 흐름속으로 방출된 더 새로운 먼지도 있다. 이 새로운 먼지 덩어리에서 나오는 유성의 비율은 정상보다 높다.
페르세우스 자리 유성우는 2000년 전부터 극동에서 관측되었다. 유럽에서는 그것이 라우렌시오 경의 눈물이라고 알려지게 되었다.
유성우는 7월 중순부터 관측된다. 주요 활동은 8월 8일에서 14일경이며 극대기는 8월 12일이다.
극대기에 시간당 관측되는 유성우의 비율(ZHR)은 60 이상이다. 이들은 하늘을 가로질러서 보일 수도 있지만 혜성 스위프트 터틀의 궤도의 경로 때문에 북반구에서만 7일간 관측된다.

## 같이 보기
- 사자자리 유성군
- 어스그레이징 유성
- 유성체
- 109P/스위프트-터틀 이미지